# Chevron B19
Pour les articles homonymes, voir B19.
Chronologie des modèles (1970-1971)
Chevron B16 Chevron B21
La Chevron B19 est une voiture de course de sport-prototype de 2 litres, conçue, développée et construite par le constructeur britannique Chevron en 1971 pour courir en groupe 6. Seulement 35 voitures ont été construites,,,,.